# Kadeem Hardison
 (avril 2020).
Si vous disposez d'ouvrages ou d'articles de référence ou si vous connaissez des sites web de qualité traitant du thème abordé ici, merci de compléter l'article en donnant les références utiles à sa vérifiabilité et en les liant à la section « Notes et références ».
Kadeem Hardison est un acteur américain né le 24 juillet 1965 à New York.

## Filmographie

### Réalisateur
- 1992-1993 : Campus Show (4 épisodes)
- 2013 : The Dark Party

### Acteur

#### Cinéma
- 1984 : Go Tell It On The Mountain : Royal
- 1984 : Beat Street : l'étudiant
- 1985 : House Rap : Moon
- 1987 : Territoire ennemi : A-Train
- 1988 : School Daze : Edge
- 1988 : I'm Gonna Git You Sucka : Willie
- 1990 : Succube : K
- 1992 : Les blancs ne savent pas sauter : Junior
- 1993 : Deux doigts sur la gâchette : Izzy
- 1994 : Opération Shakespeare : Jamaal Montgomery
- 1995 : Un vampire à Brooklyn : Julius Jones
- 1995 : Panther : le juge
- 1997 : The Sixth Man : Antoine Tyler
- 1997 : Drive : Malik Brody
- 1998 : Blind Faith : Eddie Williams
- 2000 : Dancing in September : Winston
- 2001 : 30 Years to Life : Bruce
- 2001 : Instinct to Kill : Lance Difford
- 2001 : Thank Heaven : Billy Ferrell
- 2003 : Biker Boyz : T.J.
- 2003 : Dunsmore : Walter Taylor
- 2004 : Who's Your Daddy? : Andy Brookes
- 2004 : Face of Terror : Jefferson
- 2006 : The Cassidy Kids : Dennis Peabody
- 2006 : Love Hollywood Style : Ice Pop
- 2007 : Bratz : In-sé-pa-rables ! : le père de Sasha
- 2008 : Le Témoin amoureux : Felix
- 2008 : The Sweep : Tyrone
- 2009 : Sister Switch : Gregory Cole
- 2010 : Ashes : Matthew
- 2011 : Queen of Hearts : Book
- 2011 : The Hop Off : Charles Lee
- 2013 : The Dark Party : Jeff
- 2013 : Zerosome : Cyrus Wainwright
- 2014 : Android Cop : Sergent Jones
- 2014 : B.C. Butcher : le narrateur

#### Télévision
- 1981 : ABC Afterschool Specials (1 épisode)
- 1984 : Cosby Show : Phillip Washington (1 épisode)
- 1987 : Spenser : Bobby Waters
- 1987-1993 : Campus Show : Dwayne Cleophus Wayne (132 épisodes)
- 1992 : CBS Schoolbreak Special : Henry Brooks (1 épisode)
- 1994 : Captain Planet and the Planeteers : Goki (1 épisode)
- 1997 : Les Anges du bonheur : Marcus Hamilton (1 épisode)
- 1997 : Fox After Breakfast : l'invité (1 épisode)
- 1997-1999 Between Brothers : Charles Gordon (17 épisodes)
- 1998 : La Croisière s'amuse, nouvelle vague : Perry (1 épisode)
- 1998 : Fantasy Island : Michael Wilkinson (1 épisode)
- 1998-1999 : The Crow : Skull Cowboy (2 épisodes)
- 2000 : Voilà ! : Tad Gallo (1 épisode)
- 2000-2003 Static Shock : Rubberband Man (5 épisodes)
- 2003 : Abby : Will Jefferies (10 épisodes)
- 2005 : One on One : le directeur (1 épisode)
- 2006 : Earl : le propriétaire (1 épisode)
- 2006-2007 : Dr House : Howard Gemeiner (2 épisodes)
- 2007 : Girlfriends : Eldon Parks (2 épisodes)
- 2007-2009 : Tout le monde déteste Chris : le juge (2 épisodes)
- 2009 : Cold Case : Affaires classées : Andrew Garrett dans les années 90 (1 épisode)
- 2010 : Ghost Whisperer : Dean (1 épisode)
- 2012 : Parenthood : Richard Gilchrist (1 épisode)
- 2012 : Les Griffin
- 2013 : Cult : Paz (8 épisodes)
- 2015-2018 : Agent K.C. : Craig Cooper
- 2019 : Black Monday : Spencer
- 2020 : Teenage Bounty Hunters : Bowser
- 2022 : Grown-ish : Carnegie (saison 4, épisode 14)

#### Jeux vidéo
- 2013 : Beyond: Two Souls : Cole Freeman